# One Shot Disco Volume 5
One Shot Disco Volume 5 - The Definitive Discollection è la quinta raccolta di musica dance degli anni '70, pubblicata in Italia dalla Universal su CD (catalogo 314 583 648 2) e cassetta nel 2002, appartenente alla serie One Shot Disco della collana One Shot.

## I brani
- Don't You Want My Love
Singolo e brano dell'album Undercover Lover (1979) della cantante afroamericana Debbie Jacobs.
- Native New Yorker
Singolo e brano dell'album eponimo (1977) al gruppo vocale Odyssey costituito dalle sorelle Lopez Lillian (voce solista) e Louise, con Tony Reynolds in sostituzione di Carmen[2].
- Instant Replay
Singolo e brano dell'album omonimo (1978) del musicista statunitense Daniel Earl 'Dan' Hartman.
- Spring Rain (titolo originale Lluvia De Primavera)
Brano strumentale nel singolo (1975) e nell'album The Sensuous Sound of Silvetti: Spring Rain (1977) del musicista argentino Bebu Silvetti (Juan Fernando Silvetti Adorno) che, oltre a esserne il compositore, nel pezzo suona il pianoforte.
- Boogie Nights
Singolo e brano dell'album Too Hot to Handle (1976) del gruppo multietnico degli Heatwave.
- Disco Duck
Singolo e brano dell'album The Original Disco Duck (1976) da un'idea del cantante Rick Dees (Rigdon Osmond Dees III) con i suoi Cast of Idiots. Produzione locale degli Stati Uniti d'America, diventata un grande successo internazionale e disco di platino negli stessi USA[3]. La voce del papero è di Ken Pruitt.
- Love Is in the Air
Singolo e brano dell'album omonimo (1978) del cantante scozzese John Paul Young.
- I'm a Man
Cover disco del brano dello Spencer Davis Group (1967), fa parte dell'album omonimo (costituito da 3 soli lunghi brani), l'unico pubblicato dal progetto musicale Macho (voce di Maurizio Vincenti), uno dei vari promossi dal manager francese Jacques Fred Petrus con il produttore/musicista italiano Mauro Malavasi.
- Foot Stompin Music
Singolo e brano dell'album Insides Out (1975) del cantante, percussionista e produttore statunitense Hamilton Frederick Bohannon.

## Tracce
Il primo è l'anno di pubblicazione del singolo, il secondo quello dell'album; altrimenti coincidono.

### CD 1
1. Sylvester – Dance (Disco Heat) – 5:48 (Eric Robinson, Victor Orsborn) – 1978
2. Donna Summer – Hot Stuff (album version) – 5:15 (Pete Bellotte, Harold Faltermeyer, Keith Forsey) – 1979
3. Village People – In the Navy (single version) – 3:42 (Jacques Morali, Henri Belolo, Victor Willis) – 1979
4. The Jacksons – Blame It on the Boogie – 3:29 (Michael 'Mick' Jackson, Dave Jackson, Elmar Krohn) – 1978
5. KC and the Sunshine Band – I'm Your Boogie Man – 4:01 (KC = Harry Wayne Casey) – 1977, 1976
6. Amanda Lear – Queen of Chinatown – 4:13 (testo: Amanda Lear – musica: Anthony Monn) – 1977
7. Debbie Jacobs – Don't You Want My Love – 3:12 (Paul Sabu) – 1979
8. Osibisa – Sunshine Day – 4:59 (Teddy Osei, Mac Tontoh, Sol Amarfio) – 1975
9. D. D. Sound – 1,2,3,4 Gimme Some More – 5:33 (testo: Lucy Neale, Richard Palmer James – musica: Carmelo e Michelangelo La Bionda) – 1977
10. Shirley & Company – Shame, Shame, Shame – 3:56 (Sylvia Robinson) – 1974, 1975
11. Love & Kisses – Thank God It's Friday (in Grazie a Dio è venerdì) – 7:25 (Alec Robert Costandinos) – 1978
12. Diana Ross – The Boss – 3:52 (Valerie Simpson, Nickolas Ashford) – 1979
13. Odyssey – Native New Yorker (maxi single disco version) – 5:33 (Sandy Linzer, Denny Randell) – 1977
14. Dan Hartman – Instant Replay (maxi single version) – 8:16 (Dan Hartman) – 1978

Durata totale: 69:14

### CD 2
1. Bebu Silvetti – Spring Rain (instrumental, album version) – 5:52 (musica: Bebu Silvetti) – 1975, 1977
2. La Bionda – One for You, One for Me – 5:56 (testo: Richard Palmer James – musica: Carmelo e Michelangelo La Bionda) – 1978
3. Heatwave – Boogie Nights (single version) – 3:36 (Rod Temperton) – 1976
4. Rick Dees & his Cast of Idiots – Disco Duck – 3:15 (Rick Dees) – 1976
5. Rockets – Future Woman – 3:44 (Philippe Renaux) – 1976
6. Musique – In the Bush (maxi single version) – 8:06 (Patrick Adams, Sandra Cooper) – 1978
7. Baccara – Baby, Why Don't You Reach Out? / Light My Fire – 4:43 (testo: Rolf Soja / The Doors – musica: Peter Zentner / The Doors) – 1978
8. Kool & the Gang – Tonight's the Night – 3:57 (Kool & the Gang) – 1979
9. John Paul Young – Love Is in the Air (single version) – 3:28 (testo: George Young, Harry Vanda) – 1978
10. Macho – I'm a Man – 7:31 (Steve Winwood, Mauro Malavasi) – 1978
11. Rose Royce – Car Wash (album version, in Car Wash) – 5:06 (Norman Whitfield) – 1976
12. Alvin Cash – Ali Shuffle – 2:58 (Alvin Welch, Willie Henderson) – 1977
13. Cher – Take Me Home (album version) – 6:42 (Michele Aller, Bob Esty) – 1979
14. Bohannon – Foot Stompin' Music (album version) – 7:12 (Hamilton Bohannon) – 1975

Durata totale: 72:06